# Solanum torvum
La hierba sosa o pendejera (Solanum torvum) es una planta perenne perteneciente a la familia de la solanáceas.

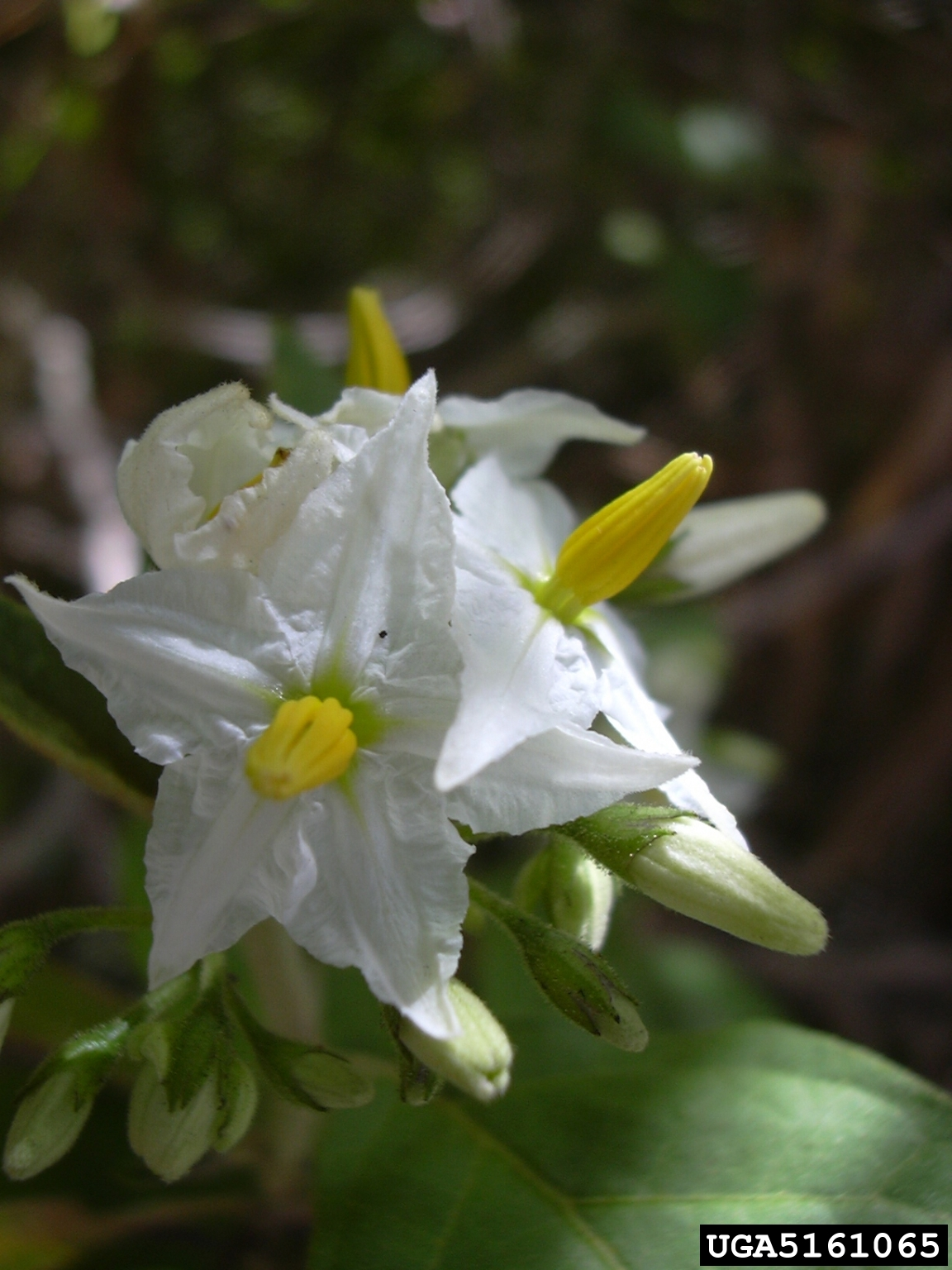
Flor

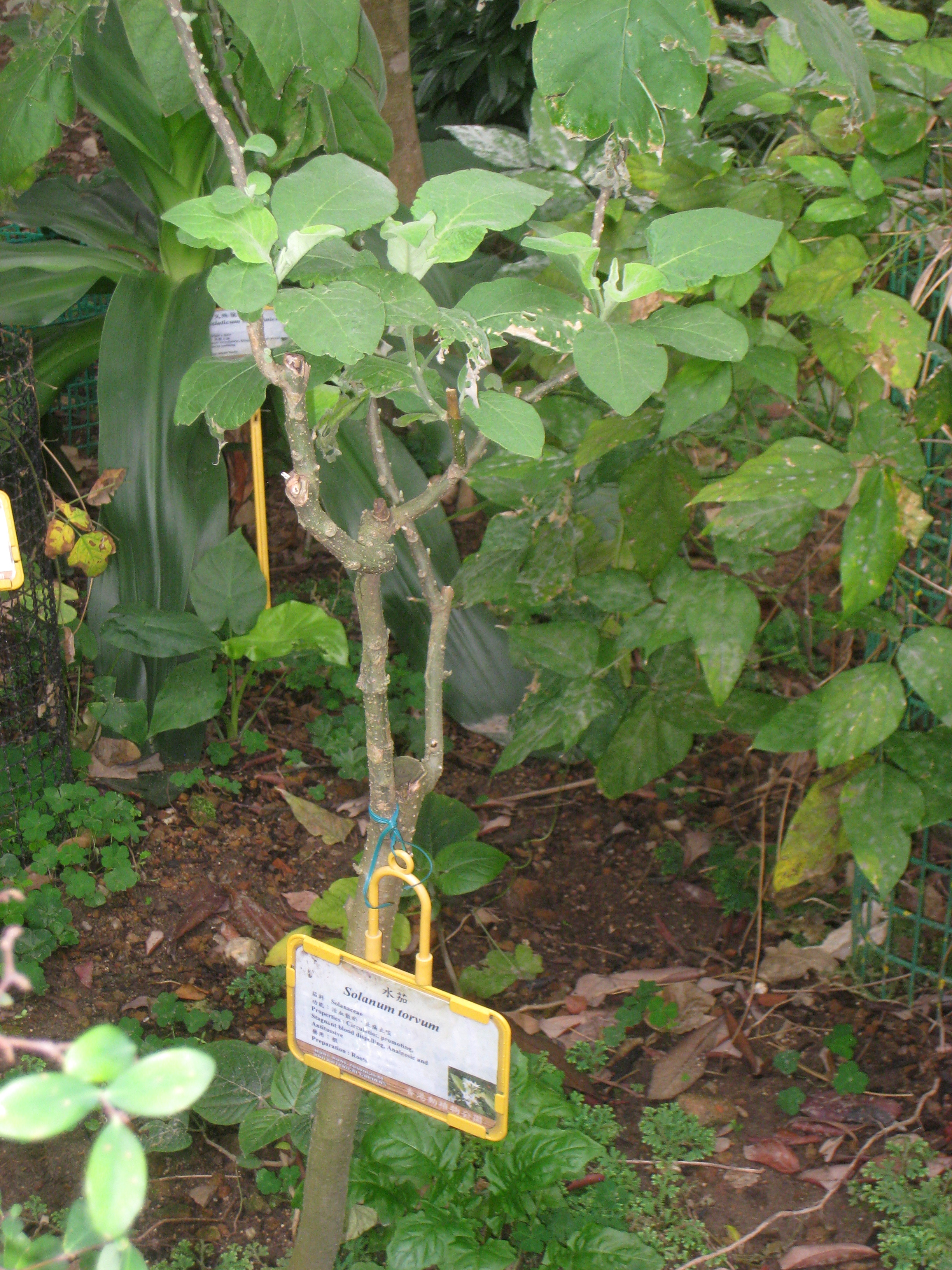
Vista de la planta

## Descripción
Es usada en horticultura como porta-injertos para la berenjena. La planta injertada es más vigorosa y es inmune a las enfermedades de la raíz. El arbusto tiene una altura de 2-3 metros y generalmente un solo tallo a nivel del suelo. Las ramas son gris-verde con pelusas. Las hojas están enfrentadas y son lobuladas. Las flores son blancas agrupadas en corimbos. Los frutos son bayas de color amarillo cuando maduran y contienen numerosas semillas.

## Propiedades
En algunos lugares lo utilizan para envenenar a los ratones.
Los extractos de la planta se utilizan para el tratamiento de la hiperactividad, los resfriados, la tos, las espinillas y la lepra.

## Taxonomía
Solanum torvum fue descrita por Peter Olof Swartz y publicado en Nova Genera et Species Plantarum seu Prodromus 47. 1788.
Etimología
Solanum: nombre genérico que deriva del vocablo Latíno equivalente al Griego στρνχνος (strychnos) para designar el Solanum nigrum (la "Hierba mora") —y probablemente otras especies del género, incluida la berenjena— , ya empleado por Plinio el Viejo en su Historia naturalis (21, 177 y 27, 132) y, antes, por Aulus Cornelius Celsus en De Re Medica (II, 33). Podría ser relacionado con el Latín sol. -is, "el sol", debido a que la planta sería propia de sitios algo soleados.
Variedad aceptada
- Solanum torvum var. daturifolium (Dunal) O.E. Schulz

Sinonimia
- Solanum ficifolium Ortega
- Solanum mayanum Lundell	[5]

## Nombres comunes
- berenjena cimarrona, berenjena de gallina, berenjena silvestre, friega-platos, tabacón, pendejera, tomatillo.